# Långholmen
Långholmen er en lille ø på 0,36 km2, med 139 indbyggere, som også udgør en bydel i det centrale Stockholm.
Det er en lang og smal holm (1380 x 405 meter) som ligger mellem Kungsholmen og Södermalm. Västerbron strækker sig over Långholmen, og mellem Södermalm og Långholmen går det smalle Pålsundet. Mod nord ligger Riddarfjärden
59°19′15.348″N 18°1′39.742″Ø / 59.32093000°N 18.02770611°Ø